# Henrik, vojvoda Donje Lorene
Henrik I. (o. 1060. - o. 1119.), vojvoda Donje Lorene te grof Limburga i Arlona.
Postoje dvije teorije o njegovu podrijetlu. Prema prvoj, on je bio sin Uda od Limburga i njegove supruge Judite od Salma, dok je, prema drugoj, bio sin Walerana I. i Jute.
Henrik je bio rimokatolik, ali je ekskomuniciran nakon sukoba s nadbiskupom Egilbertom.
Najprije je oženio kćer grofa Walerana od Arlona. Postoje kontradiktorni podaci o njihovu braku.
Henrikova je druga žena bila Adelajda od Botensteina. Bili su roditelji Walerana Poganina, Agneze, Adelajde i Matilde.
Agneza je bila žena Fridrika IV. od Putelendorfa i Wala od Veckenstedta. Umrla je 1136.
Adelajda je bila žena Fridrika od Arnsberga. Njihova je kći bila Ida.
Matilda je bila žena Henrika I. od Namura, a imali su petero djece.
Moguće je da je jedan Šimun Jeruzalemski bio sin Henrika.